# E. J. Bellocq
E. J. Bellocq, Ernest Joseph Bellocq (New Orleans, 1873. augusztus 19. – New Orleans, 1949. október 3.) amerikai fotóművész.
A a 20. század elején New Orleans-ban dolgozott. A New Orleans-i vörös lámpás negyed – Storyville – prostituáltjait olykor kísérteties fényképeken örökítette meg. Fotói regényeket, a verseket és a filmeket inspirálták.

## Pályafutása
Bellocq egy gazdag francia creole eredetű családban született New Orleans francia negyedében. Már amatőr fotográfusként ismertté vált. Mielőtt profi lett, leginkább tárgyakról, hajókról és a gépekről készített felvételeket – helyi vállalatok számára. Sajátmaga számára pedig az élet rejtett oldaláról, mindenek előtt a kínai negyedben található ópiumbarlangokról és a storyville-i prostituáltakról. Ezeket csak kevés ismerőse ismerte. A szexmunkásokat ábrázoló fotók 1892 körül készültek egy Sal Shearer nevű Pennsylvania állambeli Readingben működtetett bordélyban, ami kifejezetten a tehetősebb vendégek számára volt nyitva. 
Bellocq ismerősei szerint a fotózáson kívül nem érdeklődött semmi más iránt.

## Utóélete
A fotográfus halála után negatívjainak nagy része megsemmisült. A Storyville-i negatívumokat azonban később megtalálták. Sok év után egy fiatal fotós (Lee Friedlander) megvásárolta meg őket. 1970-ben John Szarkowski kinyomatta és közzétette Bellocq 8 x 10-es üvegnegatívjairól készült képeit a manhattani Modern Művészetek Múzeumában. A fényképek egy részét a Storyville Portraits című könyv is kiadta.
Bellocq tiszteletére a Louisiana Tech Egyetem „E. J. Bellocq Fotógalériát” nevezett el.
Bellocq prostituáltakról készített képei komolyak és együttérzőek voltak, ugyanakkor sokat elárultak a modellek belső énjéről is... Az a legenda is terjeng Bellocq-ról, hogy az örömlányok fotózása mellett – szintén 1912-ben – készített egy sorozatot a New Orleans kínai negyedében található ópiumbarlangokról is, ám ebből az anyagból eddig egyetlen kép sem került elő... afotók Lee Friedlander fotóművésznek és John Szarkowski, a Museum Of Modern Art kurátorának köszönhetően lettek ismertek... a 89 (erősen sérült) üvegnegatívot, melyek túlnyomórészt meztelen és félmeztelen örömlányokat ábrázoltak.

## Képek

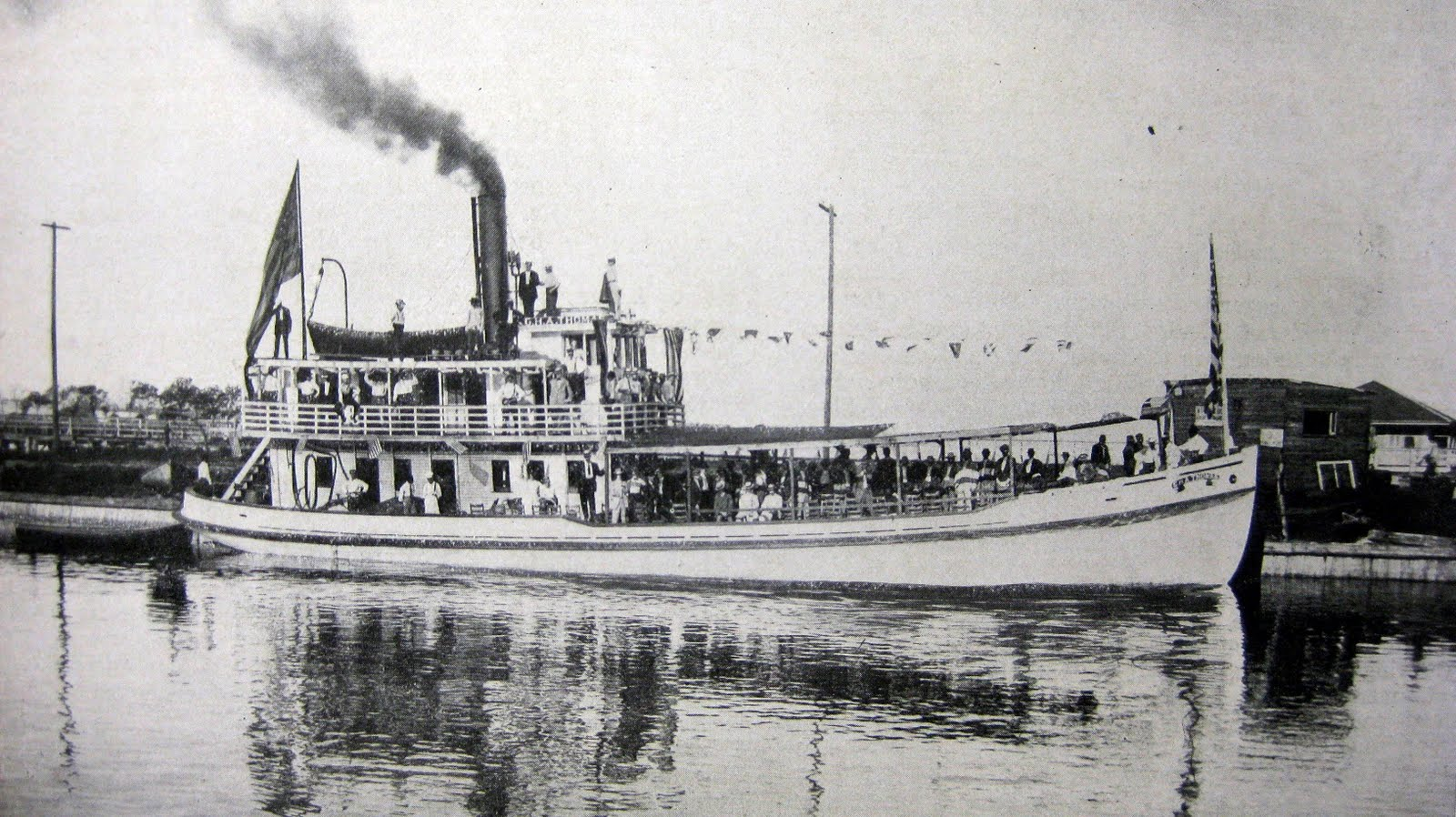
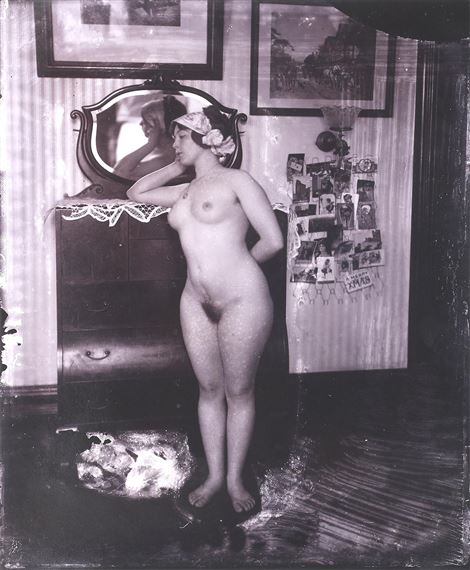
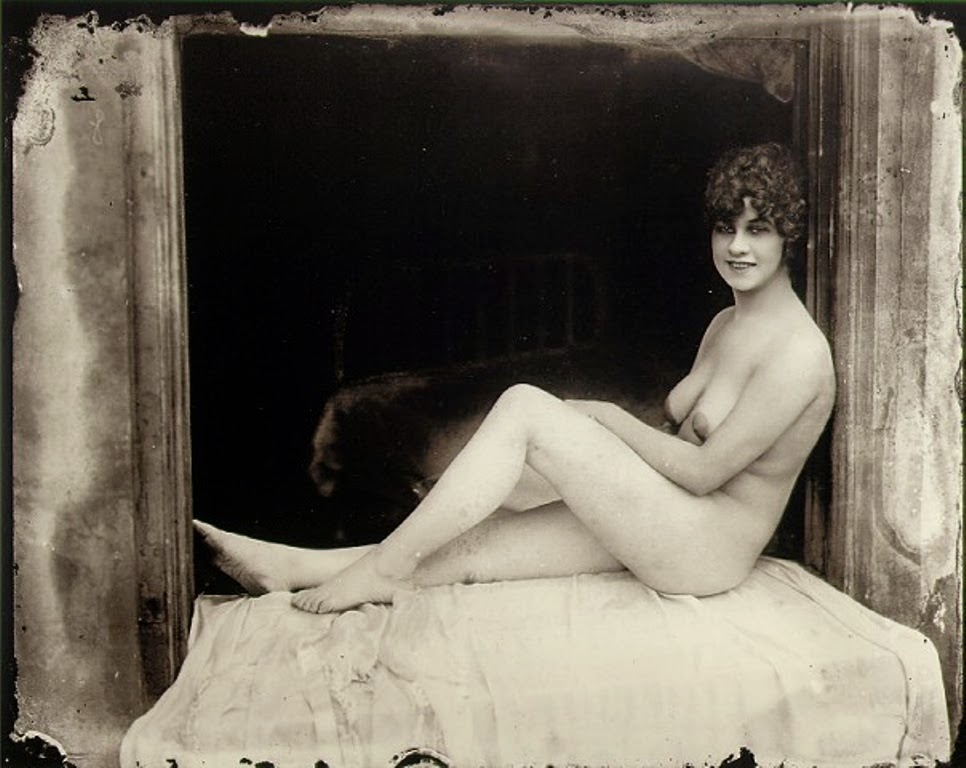
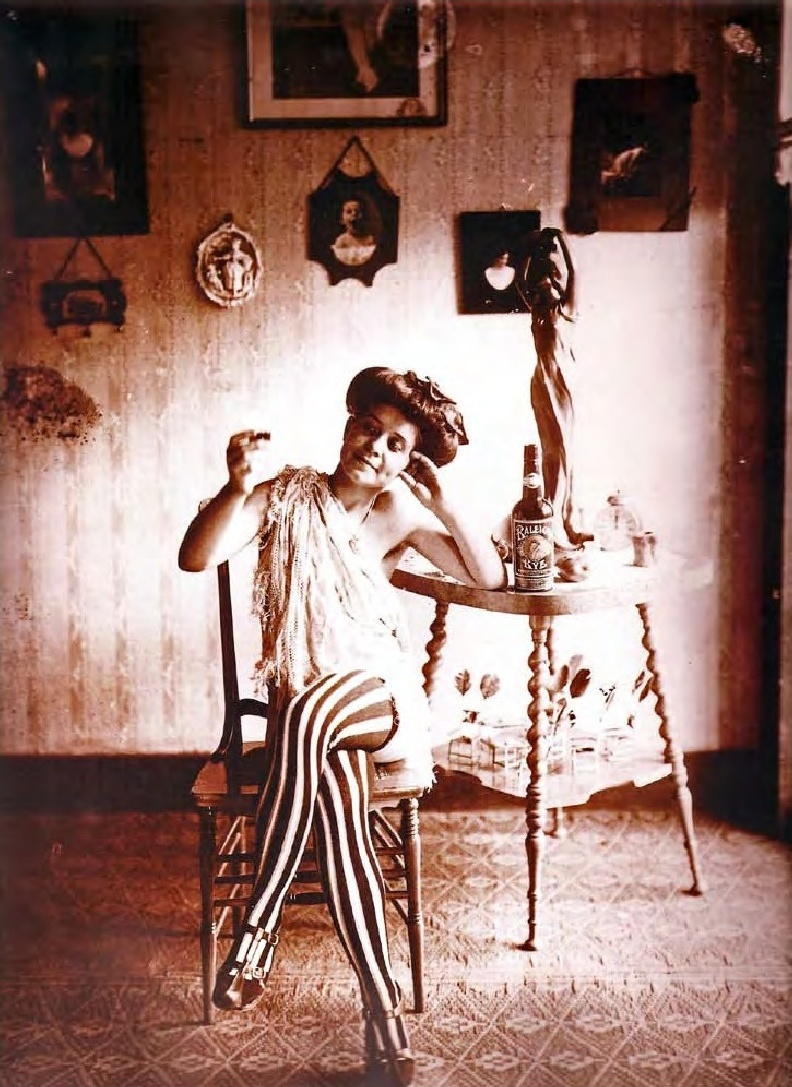
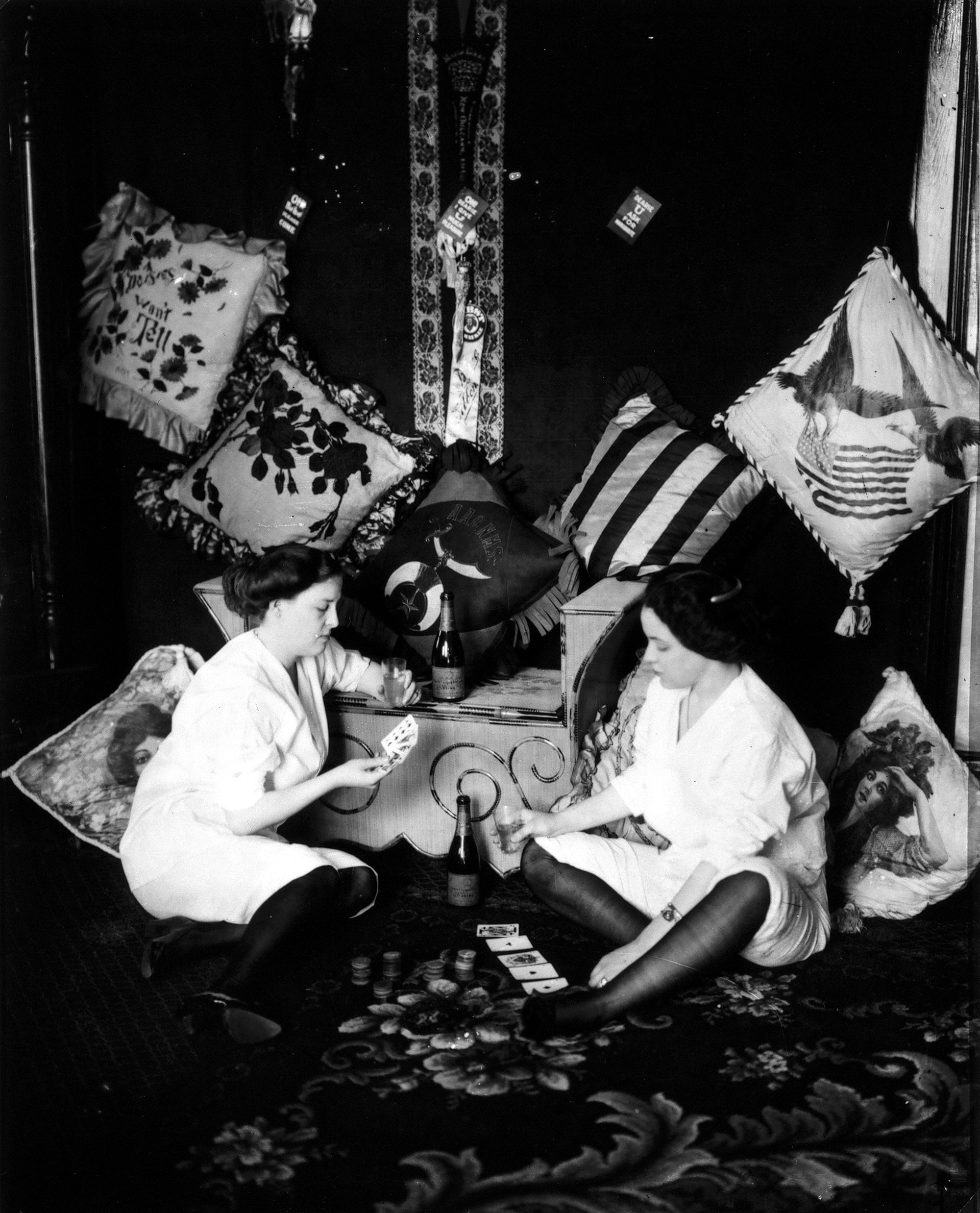
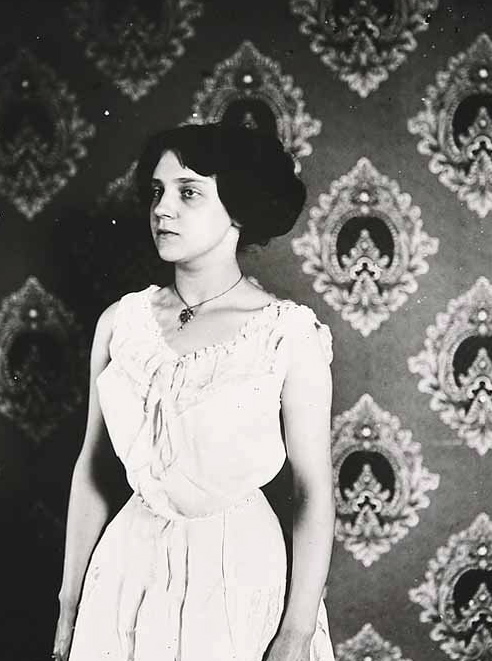
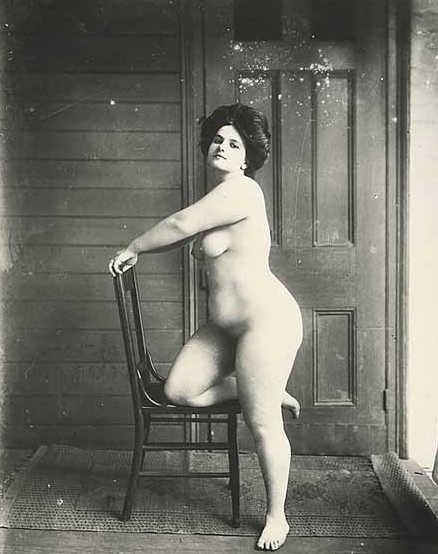